# Iyonix
De Iyonix is een personal computer die op 22 oktober 2002 door Castle Technology op de markt werd gebracht als een opvolger voor de Acorn Risc PC. Deze machine is gebaseerd op een 32 bits-processor, en was de eerste personal computer in de XScale-familie. Deze processor ondersteunt de 26 bits-adresseringsmode niet meer waar RISC OS tot op dat moment afhankelijk van was. Daarom werd er een nieuwe versie van RISC OS geïntroduceerd, RISC OS 5, die niet meer afhankelijk van de 26 bits-adresseringsmode was.
Deze machine geeft de mogelijkheid tot verdere ontwikkeling van RISC OS op de huidige en toekomstige (ARM)-processoren.
Via het programma Aemulor wordt de mogelijkheid geboden oudere 26 bits-programma's toch te gebruiken onder RISC OS 5.

## Specificaties
- Standaard ATX moederbord met videokaart van nVidia
- Intel XScale 80321, 32 bit-processor, 600 MHz
- Twee 64-bit en twee 32-bit PCI-sleuven
- RISC OS 5, draaiend vanuit een ROM-module
- Ondersteuning voor Linux
- Ondersteuning voor oudere Acorn DEBI uitbreidingskaarten
- USB-interface